# Christian Friedrich Schwarz
Pour les articles homonymes, voir Schwarz.
Christian Frederick(h) Schwarz (ou Schwartz) (1726–1798) est un missionnaire luthérien allemand en Inde.

## Biographie
Il est né le 8 octobre 1726 à Sonnenburg, dans l'électorat de Brandebourg, en Prusse (aujourd'hui Słońsk, en Pologne). Il a appris le tamoul pour aider à traduire la Bible dans cette langue, ce qui l'a conduit à vouloir devenir missionnaire en Inde. Il a reçu l'ordination à  Copenhague le 8 août 1749, et après quelque temps en Angleterre pour apprendre l'anglais, il est parti pour l'Inde au début de 1750.
Il est arrivé à Tiruchirappalli le 30 juillet par Tranquebar. Tranquebar est resté un moment sa résidence, mais il se rendait souvent à Tanjore et à Tiruchirappalli, ville où il s'est installé en 1766. Il y a servi comme chapelain de la garnison, qui a construit une église à son usage.
En 1769, il est devenu l'ami du roi Raja Serfoji, qui, sans jamais se convertir au christianisme, lui a donné toutes facilités pour son œuvre missionnaire. Raja Serfoji a construit une église pour lui prouver son affection ; elle est encore un symbole de la tolérance des grands souverains marathes pour différentes religions. Peu avant sa mort, il a confié à Schwarz l'éducation de son fils adoptif et successeur, le prince Serfoji. Schwarz l'a éduqué en même temps qu'un élève un peu plus âgé, Vedanayagam Sastriar (en), selon l'approche gurukulam (en), où le professeur et les élèves vivent ensemble.
En 1779 Schwarz a effectué à la demande des autorités britanniques de Madras, une mission diplomatique privée auprès d'Haidar Alî, souverain de Mysore. Quand celui-ci a envahi la Côte Carnatique, Schwarz a été autorisé à traverser les lignes ennemies sans encombre. Après douze ans à Tiruchirappalli, il s'est retiré à Tanjore, où il a passé le reste de sa vie. Il est mort le 13 février 1798.

## Influence
Schwarz a été un des missionnaires protestants qui a fait le plus de convertis en Inde, et il a gagné l'estime de musulmans et des hindous. Le raja de Tanjore lui a fait élever un monument, œuvre de John Flaxman, dans l'église de la mission : il y est représenté serrant la main du missionnaire mourant qui lui donne sa bénédiction. La Compagnie britannique des Indes orientales a aussi fait construire un monument à Schwarz, œuvre de John Bacon (en), dans l'église Sainte-Mary de Madras. L'école supérieure Schwarz à Ramanathapuram a vu passer de nombreux élèves notables, parmi lesquels Abdul Kalam, ancien président de l'Inde.